# Stazione di Devoto
La stazione di Devoto (Estación Devoto in spagnolo) è una stazione ferroviaria della linea San Martín situata nell'omonimo barrio della capitale argentina Buenos Aires.

## Storia
La stazione di Villa Devoto fu aperta al traffico il 13 novembre 1888 dalla compagnia Ferrocarril Buenos Aires al Pacífico.